# Jukka Suomalainen
Jukka Suomalainen (Finnország, Helsinki, 1966. április 20. –) finn jégkorongozó.

## Karrier
Karrierjét a finn bajnokság alsóbb osztályaiban kezdte 1987-ben, és 1991-ig szintén alsóbb ligákban játszott. Az 1991-es NHL-drafton a Minnesota North Stars választotta ki a 12. kör 250. helyén. A National Hockey League-ben sosem játszott. 1991–1994 között az AHL-es Springfield Falconsban játszott. 1993–1996 között a finn TuTo Turku csapatában szerepelt. 1996–1997-ben a brit liga Newcastle Cobras csapatában játszott. 1997–2000 között megfordult a német és a francia pontvadászatban. 2000-ben vonult vissza.